# Barna (szín)
A barna egy kompozit szín. CMYK színtérben vörös, fekete és sárga, vagy vörös, sárga és kék elegyéből hozható létre. RGB színtérben vörös és zöld meghatározott arányú elegyítésével hozható létre. Festés során leginkább narancssárga festéket kevernek össze feketével.
A barna szín nagy arányban fordul elő a természetben: a fák törzse, kérge és gallyai, a tápanyagokban gazdag talaj, az állati szőr, az emberi haj, a szem és a bőr színe egyaránt gyakran barna, de említhető még az ürülék, vagy olyan haszonnövények terméseinek színeként, mint a kakaóbab vagy a kávébab. A csokoládé, karamell, gesztenye szintén barna színűek. Nyugati felmérések alapján a barna az egyik legkevésbé kedvelt szín az emberek körében: sokan a pusztaságra, rusztikusságra és szegénységre asszociálnak róla.

## Fordítás
- Ez a szócikk részben vagy egészben  a   Brown című angol Wikipédia-szócikk ezen változatának fordításán alapul.  Az eredeti cikk szerkesztőit annak laptörténete sorolja fel. Ez a jelzés csupán a megfogalmazás eredetét és a szerzői jogokat jelzi, nem szolgál a cikkben szereplő információk forrásmegjelöléseként.